# Žilvinas Žudys
Žilvinas Žudys (31 ottobre 1975) è un ex calciatore lituano, di ruolo difensore.

## Carriera

### Nazionale
Nel 1996 ha giocato 2 partite nella nazionale lituana.

## Statistiche

### Cronologia presenze e reti in nazionale
| Cronologia completa delle presenze e delle reti in nazionale ― Lituania | Cronologia completa delle presenze e delle reti in nazionale ― Lituania | Cronologia completa delle presenze e delle reti in nazionale ― Lituania | Cronologia completa delle presenze e delle reti in nazionale ― Lituania | Cronologia completa delle presenze e delle reti in nazionale ― Lituania | Cronologia completa delle presenze e delle reti in nazionale ― Lituania | Cronologia completa delle presenze e delle reti in nazionale ― Lituania | Cronologia completa delle presenze e delle reti in nazionale ― Lituania |
| Data                                                                    | Città                                                                   | In casa                                                                 | Risultato                                                               | Ospiti                                                                  | Competizione                                                            | Reti                                                                    | Note                                                                    |
| ----------------------------------------------------------------------- | ----------------------------------------------------------------------- | ----------------------------------------------------------------------- | ----------------------------------------------------------------------- | ----------------------------------------------------------------------- | ----------------------------------------------------------------------- | ----------------------------------------------------------------------- | ----------------------------------------------------------------------- |
| 08/07/1996                                                              | Narva                                                                   | Lettonia                                                                | 1 – 2                                                                   | Lituania                                                                | Coppa Baltica                                                           | -                                                                       |                                                                         |
| 09/07/1996                                                              | Narva                                                                   | Estonia                                                                 | 1 – 1                                                                   | Lituania                                                                | Coppa Baltica                                                           | -                                                                       |                                                                         |
| Totale                                                                  |                                                                         | Presenze                                                                | 2                                                                       |                                                                         | Reti                                                                    | 0                                                                       |                                                                         |

## Palmarès

### Club

#### Competizioni nazionali
- Campionato lituano: 2

Kareda Šiauliai: 1996-1997, 1997-1998
- Coppa di Lituania: 2

Kareda Šiauliai: 1996, 1999
- Supercoppa di Lituania: 1

Kareda Šiauliai: 1996